# 永野由祐
永野 由祐（ながの ゆうすけ、1994年5月23日 - ）は、日本の男性声優。神奈川県出身。アーツビジョン所属。

## 略歴
日本ナレーション演技研究所出身。
『アイドルマスター SideM 〜理由あって！ニコ生！第6回〜』終了後に事務所のページがヒットしなかったことで経歴が不明になっていたが、山下大輝と濱野大輝のTwitter上でのやり取りにてアーツビジョン所属であることが判明した。

## 人物
趣味・特技はサッカー、カラオケ。
2018年7月8日よりTwitterを開始。

## 出演
太字はメインキャラクター。

### テレビアニメ
2016年
- UQ HOLDER! 〜魔法先生ネギま!2〜（2017年、白石）

2017年
- パズドラクロス（係員）
- 王様ゲーム The Animation（山下敬太）
- アイドルマスター SideM（神楽麗）

2018年
- アイドルマスター SideM 理由あってMini!（神楽麗）

2019年
- あひるの空（2019年 - 2020年、星野、男子生徒、観客）

2021年
- 白い砂のアクアトープ（比嘉瑛士）

2022年
- 弱虫ペダル LIMIT BREAK（生徒）

2023年
- スキップとローファー（クリス）
- 異世界ワンターンキル姉さん 〜姉同伴の異世界生活はじめました〜（冒険者C）
- Helck（観客）

2025年
- 魔法使いの約束（リケ）
- 機動戦士Gundam GQuuuuuuX（ケーン） - 2025年に劇場先行版が公開
- 出禁のモグラ（真木梅晴）

### 劇場アニメ
- 劇場版 弱虫ペダル（2015年）
- 映画 妖怪ウォッチ 空飛ぶクジラとダブル世界の大冒険だニャン!（2016年、人々）
- 泣きたい私は猫をかぶる（2020年、新堀歩）
- 劇場版 ソードアート・オンライン -プログレッシブ- 星なき夜のアリア（2021年）
- 劇場版 ソードアート・オンライン -プログレッシブ- 冥き夕闇のスケルツォ（2022年、シヴァタ[9]）

### ゲーム
2016年
- アイドルマスター SideM（2016年 - 2023年、神楽麗）

2017年
- アイドルマスター SideM LIVE ON ST@GE!（2017年 - 2020年、神楽麗）

2019年
- Op8♪（天羽琉玖）
- 魔法使いの約束（リケ）
- ゴッドイーター レゾナントオプス（シリル・ブエミ）

2021年
- アイドルマスター ポップリンクス（神楽麗）
- エクリプスサーガ（アヌビス）
- アイドルマスター SideM GROWING STARS（2021年 - 2023年、神楽麗）

2022年
- 夢職人と忘れじの黒い妖精（ジーヴル）

2023年
- 魔女の泉R（ロビン）

### ドラマCD
- THE IDOLM@STER SideM ST@RTING LINE -12 THE 虎牙道（2016年、神楽麗）

### オーディオドラマ
- 恋が暴走する惑星 白ヤギさんのラブレター（2022年、黒八木[15]）
- アイドルマスター SideM「315 PASSION CONTENTS」（2023年 - 2024年、神楽麗） - 4作品[一覧 1]

### 吹き替え

#### テレビドラマ
- プリーチャー シーズン3（ジェシー〈少年期〉）
- 高い城の男 シーズン4（ヘンリー）

#### アニメ
- スノーベイビー（2020年、ペン[16]）

### ラジオ
※はインターネット配信。
- アイドルマスター SideM ラジオ 315プロNight!（2018年、2020年 - 、ニコニコ生放送※）

### テレビ番組
※はインターネット配信。
- 永野由祐・小松昌平の男子力向上委員会（2018年 - 、YouTube※）

### 舞台
- オリジナル朗読劇「文豪、そして殺人鬼」令和元年師走公演（2019年12月8日）
- THE IDOLM@STER SideM PASSIONABLE READING SHOW -超常事変〜対立スル正義〜-（2023年3月11日、武蔵野の森総合スポーツプラザ メインアリーナ） - 神楽麗 役[17]
- THE IDOLM@STER SideM PASSIONABLE READING SHOW 〜天地四心伝〜（2024年2月11日、幕張イベントホール） - 神楽麗 役 役[18]

### PV
- みらい文庫ちゃんねる
  - 【夏休み特別企画毎日更新!!】「この声とどけ！」作品紹介!!（2018年、五十嵐流）
  - 【夏休み特別企画毎日更新!!】「電車で行こう！」作品紹介!!（2018年、高橋雄太）
- ○○男子project（2020年、レイ（幽霊男子）[19]）

### 映像商品
- 人狼バトル lies and the truth 2019 FEBRUARY 〜人狼VS海賊〜
- 人狼バトル lies and the truth 2019 AUGUST 〜人狼VSエクソシスト〜
- 人狼バトル lies and the truth 2020 FEBRUARY 〜人狼VSプリズナー〜
- 人狼バトルTHE NIGHTMARE SEASON1#3
- 人狼バトルTHE NIGHTMARE SEASON1#4

## ディスコグラフィ

### キャラクターソング
| 発売日   | 商品名                                                                            | 歌 | 楽曲                                                                               | 備考 |
| 2016年   | 2016年                                                                            | 2016年 | 2016年                                                                             | 2016年 |
| -------- | --------------------------------------------------------------------------------- | --- | ---------------------------------------------------------------------------------- | --- |
| 7月27日  | THE IDOLM@STER SideM ST@RTING LINE -11 Altessimo                                  | Altessimo | 「The 1st Movement 〜未来のための二重奏〜」 「Never end「Opus」」 「DRIVE A LIVE」 | ゲーム『アイドルマスター SideM』関連曲                                                                    |
| 12月21日 | THE IDOLM@STER SideM ORIGIN@L PIECES 02                                           | 神楽麗（永野由祐） | 「Echoes My Note」                                                                 | ゲーム『アイドルマスター SideM』関連曲                                                                    |
| 2017年   |                                                                                   | |                                                                                    | |
| 2月1日   | Beyond The Dream                                                                  | 315プロダクション所属アイドル | 「Beyond The Dream」                                                               | ゲーム『アイドルマスター SideM』テーマソング                                                              |
| 2月1日   | Beyond The Dream                                                                  | 315プロダクション所属アイドル（インテリ） | 「Beyond The Dream」                                                               | ゲーム『アイドルマスター SideM』テーマソング                                                              |
| 2018年   |                                                                                   | |                                                                                    | |
| 1月17日  | THE IDOLM@STER SideM 3rd ANNIVERSARY DISC 01 Café Parade & Altessimo & Legenders  | Altessimo | 「Tone's Destiny」                                                                 | ゲーム『アイドルマスター SideM』関連曲                                                                    |
| 1月17日  | THE IDOLM@STER SideM 3rd ANNIVERSARY DISC 01 Café Parade & Altessimo & Legenders  | Café Parade & Altessimo & Legenders | 「Eternal Fantasia」                                                               | ゲーム『アイドルマスター SideM』関連曲                                                                    |
| 2月2日   | THE IDOLM@STER SideM 3rd ANNIVERSARY SOLO COLLECTION 01                           | 神楽麗（永野由祐） | 「Tone's Destiny」                                                                 | ゲーム『アイドルマスター SideM』関連曲                                                                    |
| 12月19日 | THE IDOLM@STER SideM WakeMini! MUSIC COLLECTION 03                                | 315 STARS（インテリ Ver.） | 「POKER FAITH -ポーカーフェイス-」                                                 | テレビアニメ『アイドルマスター SideM 理由あってMini!』エンディングテーマ                                  |
| 2019年   |                                                                                   | |                                                                                    | |
| 3月15日  | THE IDOLM@STER SideM WakeMini! SOLO COLLECTION 03 INTELLIGENCE Ver.               | 神楽麗（永野由祐） | 「POKER FAITH -ポーカーフェイス-」                                                 | テレビアニメ『アイドルマスター SideM 理由あってMini!』関連曲                                              |
| 5月10日  | THE IDOLM@STER SideM 4th ANNIVERSARY DISC「LIVE in your SMILE / DREAM JOURNEY」   | Altessimo、W、FRAME、彩、神速一魂、S.E.M、THE 虎牙道、Legenders | 「LIVE in your SMILE」                                                             | ゲーム『アイドルマスター SideM』関連曲                                                                    |
| 6月5日   | THE IDOLM@STER SideM WORLD TRE@SURE 08                                            | 神楽麗（永野由祐）、秋山隼人（千葉翔也）、卯月巻緒（児玉卓也）、岡村直央（矢野奨吾） | 「Sugaring Off Party!」 「MEET THE WORLD!（CANADA Ver.）」                         | ゲーム『アイドルマスター SideM LIVE ON ST@GE!』関連曲                                                     |
| 12月18日 | THE IDOLM@STER SideM 5th ANNIVERSARY DISC 01 PRIDE STAR                           | 315 ALLSTARS | 「PRIDE STAR」 「DRIVE A LIVE」 「Reason!!」 「GLORIOUS RO@D」                     | ゲーム『アイドルマスター SideM』関連曲                                                                    |
| 2020年   |                                                                                   | |                                                                                    | |
| 3月6日   | THE IDOLM@STER SideM 5th ANNIVERSARY UNIT COLLECTION -PRIDE STAR-                 | Altessimo | 「PRIDE STAR」                                                                     | ゲーム『アイドルマスター SideM』関連曲                                                                    |
| 4月22日  | THE IDOLM@STER SideM 5th ANNIVERSARY DISC 05 Altessimo&彩&High×Joker              | Altessimo | 「mermaid fermata」                                                                | ゲーム『アイドルマスター SideM』関連曲                                                                    |
| 4月22日  | THE IDOLM@STER SideM 5th ANNIVERSARY DISC 05 Altessimo&彩&High×Joker              | Altessimo、彩、High×Joker | 「Singing Explorers」                                                              | ゲーム『アイドルマスター SideM』関連曲                                                                    |
| 8月26日  | THE IDOLM@STER SideM 5th ANNIVERSARY SOLO COLLECTION 04                           | 神楽麗（永野由祐） | 「mermaid fermata」                                                                | ゲーム『アイドルマスター SideM』関連曲                                                                    |
| 2021年   |                                                                                   | |                                                                                    | |
| 1月6日   | THE IDOLM@STER SideM NEW STAGE EPISODE:07 Altessimo                               | Altessimo | 「Attacca Scenery」 「NEXT STAGE!」                                                | ゲーム『アイドルマスター SideM』関連曲                                                                    |
| 2月7日   | THE IDOLM@STER SideM UNIT COLLECTION -MEET THE WORLD!-                            | 315 ALLSTARS | 「MEET THE WORLD!」                                                                | ゲーム『アイドルマスター SideM』関連曲                                                                    |
| 2月7日   | THE IDOLM@STER SideM UNIT COLLECTION -MEET THE WORLD!-                            | Altessimo | 「MEET THE WORLD!」                                                                | ゲーム『アイドルマスター SideM』関連曲                                                                    |
| 9月29日  | THE IDOLM@STER SideM GROWING SIGN@L 01 Growing Smiles!                            | 315 ALLSTARS | 「Growing Smiles!」 「DRIVE A LIVE」 「Beyond The Dream」 「NEXT STAGE!」          | ゲーム『アイドルマスター SideM GROWING STARS』関連曲                                                      |
| 2022年   |                                                                                   | |                                                                                    | |
| 1月8日   | THE IDOLM@STER SideM UNIT COLLECTION -Growing Smiles!-                            | Altessimo | 「Growing Smiles!」                                                                | ゲーム『アイドルマスター SideM GROWING STARS』関連曲                                                      |
| 3月12日  | THE IDOLM@STER SideM PASSION@TE FORMATION -INTELLIGENCE-                          | 315 STARS（インテリVer.） | 「ANYWHERE」                                                                       | ゲーム『アイドルマスター SideM GROWING STARS』関連曲                                                      |
| 3月12日  | THE IDOLM@STER SideM PASSION@TE FORMATION -INTELLIGENCE-                          | 神楽麗（永野由祐） | 「ANYWHERE」                                                                       | ゲーム『アイドルマスター SideM GROWING STARS』関連曲                                                      |
| 6月8日   | THE IDOLM@STER SideM GROWING SIGN@L 08 Altessimo                                  | Altessimo | 「Infinite Octave!」 「Sign of Hope」                                              | ゲーム『アイドルマスター SideM GROWING STARS』関連曲                                                      |
| 12月3日  | THE IDOLM@STER SideM GROWING SIGN@L SOLO COLLECTION 02                            | 神楽麗（永野由祐） | 「Infinite Octave!」                                                               | ゲーム『アイドルマスター SideM GROWING STARS』関連曲                                                      |
| 2023年   |                                                                                   | |                                                                                    | |
| 1月25日  | THE IDOLM@STER SideM 49 ELEMENTS 07 Altessimo                                     | Altessimo | 「The Symphonic Daylight」                                                         | ゲーム『アイドルマスター SideM GROWING STARS』関連曲                                                      |
| 1月25日  | THE IDOLM@STER SideM 49 ELEMENTS 07 Altessimo                                     | 神楽麗（永野由祐） | 「オーロラ・モーメント」                                                           | ゲーム『アイドルマスター SideM GROWING STARS』関連曲                                                      |
| 2月11日  | THE IDOLM@STER SideM UNIT COLLECTION -Take a StuMp!-                              | Altessimo | 「Take a StuMp!」                                                                  | ゲーム『アイドルマスター SideM GROWING STARS』関連曲                                                      |
| 3月11日  | 幻想のUtopia/安寧のDystopia                                                       | 天ヶ瀬冬馬（寺島拓篤）、伊集院北斗（神原大地）、都築圭（土岐隼一）、神楽麗（永野由祐）、渡辺みのり（高塚智人）、信玄誠司（増元拓也）、華村翔真（バレッタ裕）、清澄九郎（中田祐矢）、伊瀬谷四季（野上翔）、神谷幸広（狩野翔）、卯月巻緒（児玉卓也）、水嶋咲（小林大紀）、橘志狼（古畑恵介）、舞田類（榎木淳弥）、山下次郎（中島ヨシキ）、円城寺道流（濱野大輝）、兜大吾（浦尾岳大）、九十九一希（比留間俊哉）、葛之葉雨彦（笠間淳）、北村想楽（汐谷文康） | 「安寧のDystopia」                                                                 | 舞台『THE IDOLM@STER SideM PASSIONABLE READING SHOW -超常事変〜対立スル正義〜-』エンディングテーマ        |
| 10月28日 | THE IDOLM@STER SideM 8th STAGE THEME SONG「Hands & Claps!」                       | 315 ALLSTARS | 「Hands & Claps!」                                                                 | ライブイベント『THE IDOLM@STER SideM 8th STAGE 〜ALL H@NDS TOGETHER〜』テーマソング                       |
| 10月28日 | THE IDOLM@STER SideM 8th STAGE THEME SONG「Hands & Claps!」                       | 315 STARS（インテリVer.） | 「Hands & Claps!」                                                                 | ライブイベント『THE IDOLM@STER SideM 8th STAGE 〜ALL H@NDS TOGETHER〜』テーマソング                       |
| 2024年   |                                                                                   | |                                                                                    | |
| 2月10日  | 四心争乱 -天地一指-                                                               | 山下次郎（中島ヨシキ）、葛之葉雨彦（笠間淳）、伊集院北斗（神原大地）、木村龍（濱健人）、円城寺道流（濱野大輝）、天ヶ瀬冬馬（寺島拓篤）、眉見鋭心（大塚剛央）、九十九一希（比留間俊哉）、神楽麗（永野由祐） | 「四心争乱 -天地一指-」                                                            | 朗読劇『THE IDOLM@STER SideM PASSIONABLE READING SHOW 〜天地四心伝〜』主題歌                              |
| 2月10日  | 四心争乱 -天地一指-                                                               | 木村龍（濱健人）、神楽麗（永野由祐） | 「Side 花葉」                                                                      | 朗読劇『THE IDOLM@STER SideM PASSIONABLE READING SHOW 〜天地四心伝〜』主題歌                              |
| 3月6日   | THE IDOLM@STER SideM F@NTASTIC COMBINATION〜CONNECTIME!!!!〜 -共鳴和音- Altessimo | Altessimo、彩 | 「組曲 -to All Ages Concerto-」                                                    | ライブイベント『315 Production presents F＠NTASTIC COMBINATION LIVE 〜CONNECTIME!!!!〜 -共鳴和音-』関連曲 |
| 3月6日   | THE IDOLM@STER SideM F@NTASTIC COMBINATION〜CONNECTIME!!!!〜 -共鳴和音- Altessimo | Altessimo | 「和風堂々！〜WAnderful NIPPON!〜」                                                | ライブイベント『315 Production presents F＠NTASTIC COMBINATION LIVE 〜CONNECTIME!!!!〜 -共鳴和音-』関連曲 |
| 3月6日   | THE IDOLM@STER SideM F@NTASTIC COMBINATION〜CONNECTIME!!!!〜 -共鳴和音- Altessimo | Altessimo、彩、Legenders、C.FIRST | 「DRIVE A LIVE」 「NEXT STAGE!（Short size）」                                     | ライブイベント『315 Production presents F＠NTASTIC COMBINATION LIVE 〜CONNECTIME!!!!〜 -共鳴和音-』関連曲 |
| 3月6日   | THE IDOLM@STER SideM F@NTASTIC COMBINATION〜CONNECTIME!!!!〜 -共鳴和音- 彩        | Altessimo、彩、Legenders、C.FIRST | 「Beyond the Dream」                                                               | ライブイベント『315 Production presents F＠NTASTIC COMBINATION LIVE 〜CONNECTIME!!!!〜 -共鳴和音-』関連曲 |

### シリーズ一覧
1. ↑  『F@NCOMLIVE 君を惹き付けるものは』（2023年）、『F@NCOMLIVE 今を届けたくて！』（2023年）、『10th Anniversary Fes 〜サイコーのパッションで！〜』（2024年）、『CIRCLE OF DELIGHT つながる心、広がる世界』（2024年）

### 初出話一覧
1. 1 2  第1話初出
2. ↑  第6話初出
3. ↑  第10話初出
4. 1 2  第4話初出

### ユニットメンバー
1. 1 2 3 4 5 6 7 8 9 10 11 12 13 14 15  都築圭（土岐隼一）、神楽麗（永野由祐）
2. 1 2  天ヶ瀬冬馬（寺島拓篤）、御手洗翔太（松岡禎丞）、伊集院北斗（神原大地）、天道輝（仲村宗悟）、桜庭薫（内田雄馬）、柏木翼（八代拓）、都築圭（土岐隼一）、神楽麗（永野由祐）、鷹城恭二（梅原裕一郎）、ピエール（堀江瞬）、渡辺みのり（高塚智人）、伊瀬谷四季（野上翔）、秋山隼人（千葉翔也）、若里春名（白井悠介）、冬美旬（永塚拓馬）、榊夏来（渡辺紘）、蒼井享介（山谷祥生）、蒼井悠介（菊池勇成）、硲道夫（伊東健人）、舞田類（榎木淳弥）、山下次郎（中島ヨシキ）、清澄九郎（中田祐矢）、猫柳キリオ（山下大輝）、華村翔真（バレッタ裕）、握野英雄（熊谷健太郎）、木村龍（濱健人）、信玄誠司（増元拓也）、紅井朱雀（益山武明）、黒野玄武（深町寿成）、神谷幸広（狩野翔）、東雲荘一郎（天﨑滉平）、アスラン＝ベルゼビュートII世（古川慎）、卯月巻緒（児玉卓也）、水嶋咲（小林大紀）、大河タケル（寺島惇太）、円城寺道流（濱野大輝）、牙崎漣（小松昌平）、岡村直央（矢野奨吾）、橘志狼（古畑恵介）、姫野かのん（村瀬歩）、秋月涼（三瓶由布子）、兜大吾（浦尾岳大）、九十九一希（徳武竜也）、葛之葉雨彦（笠間淳）、北村想楽（汐谷文康）、古論クリス（駒田航）
3. 1 2  伊集院北斗（神原大地）、桜庭薫（内田雄馬）、神楽麗（永野由祐）、鷹城恭二（梅原裕一郎）、蒼井享介（山谷祥生）、握野英雄（熊谷健太郎）、猫柳キリオ（山下大輝）、冬美旬（永塚拓馬）、榊夏来（渡辺紘）、黒野玄武（深町寿成）、東雲荘一郎（天﨑滉平）、岡村直央（矢野奨吾）、硲道夫（伊東健人）、山下次郎（中島ヨシキ）、九十九一希（徳武竜也）、葛之葉雨彦（笠間淳）、古論クリス（駒田航）
4. ↑  神谷幸広（狩野翔）、東雲荘一郎（天﨑滉平）、アスラン＝ベルゼビュートII世（古川慎）、卯月巻緒（児玉卓也）、水嶋咲（小林大紀）
5. 1 2 3  葛之葉雨彦（笠間淳）、北村想楽（汐谷文康）、古論クリス（駒田航）
6. ↑  蒼井享介（山谷祥生）、蒼井悠介（菊池勇成）
7. ↑  握野英雄（熊谷健太郎）、木村龍（濱健人）、信玄誠司（増元拓也）
8. 1 2 3 4  猫柳キリオ（山下大輝）、華村翔真（バレッタ裕）、清澄九郎（中田祐矢）
9. ↑  紅井朱雀（益山武明）、黒野玄武（深町寿成）
10. ↑  硲道夫（伊東健人）、舞田類（榎木淳弥）、山下次郎（中島ヨシキ）
11. ↑  大河タケル（寺島惇太）、円城寺道流（濱野大輝）、牙崎漣（小松昌平）
12. ↑  伊瀬谷四季（野上翔）、秋山隼人（千葉翔也）、若里春名（白井悠介）、冬美旬（永塚拓馬）、榊夏来（渡辺紘）
13. ↑  天ヶ瀬冬馬（寺島拓篤）、御手洗翔太（松岡禎丞）、伊集院北斗（神原大地）、天道輝（仲村宗悟）、桜庭薫（内田雄馬）、柏木翼（八代拓）、都築圭（土岐隼一）、神楽麗（永野由祐）、鷹城恭二（梅原裕一郎）、ピエール（堀江瞬）、渡辺みのり（高塚智人）、伊瀬谷四季（野上翔）、秋山隼人（千葉翔也）、若里春名（白井悠介）、冬美旬（永塚拓馬）、榊夏来（渡辺紘）、蒼井享介（山谷祥生）、蒼井悠介（菊池勇成）、硲道夫（伊東健人）、舞田類（榎木淳弥）、山下次郎（中島ヨシキ）、清澄九郎（中田祐矢）、猫柳キリオ（山下大輝）、華村翔真（バレッタ裕）、握野英雄（熊谷健太郎）、木村龍（濱健人）、信玄誠司（増元拓也）、紅井朱雀（益山武明）、黒野玄武（深町寿成）、神谷幸広（狩野翔）、東雲荘一郎（天﨑滉平）、アスラン＝ベルゼビュートII世（古川慎）、卯月巻緒（児玉卓也）、水嶋咲（小林大紀）、大河タケル（寺島惇太）、円城寺道流（濱野大輝）、牙崎漣（小松昌平）、岡村直央（矢野奨吾）、橘志狼（古畑恵介）、姫野かのん（村瀬歩）、秋月涼（三瓶由布子）、兜大吾（浦尾岳大）、九十九一希（比留間俊哉）、葛之葉雨彦（笠間淳）、北村想楽（汐谷文康）、古論クリス（駒田航）
14. 1 2  天ヶ瀬冬馬（寺島拓篤）、御手洗翔太（松岡禎丞）、伊集院北斗（神原大地）、天道輝（仲村宗悟）、桜庭薫（内田雄馬）、柏木翼（八代拓）、都築圭（土岐隼一）、神楽麗（永野由祐）、鷹城恭二（梅原裕一郎）、ピエール（堀江瞬）、渡辺みのり（高塚智人）、伊瀬谷四季（野上翔）、秋山隼人（千葉翔也）、若里春名（白井悠介）、冬美旬（永塚拓馬）、榊夏来（渡辺紘）、蒼井享介（山谷祥生）、蒼井悠介（菊池勇成）、硲道夫（伊東健人）、舞田類（榎木淳弥）、山下次郎（中島ヨシキ）、清澄九郎（中田祐矢）、猫柳キリオ（山下大輝）、華村翔真（バレッタ裕）、握野英雄（熊谷健太郎）、木村龍（濱健人）、信玄誠司（増元拓也）、紅井朱雀（益山武明）、黒野玄武（深町寿成）、神谷幸広（狩野翔）、東雲荘一郎（天﨑滉平）、アスラン＝ベルゼビュートII世（古川慎）、卯月巻緒（児玉卓也）、水嶋咲（小林大紀）、大河タケル（寺島惇太）、円城寺道流（濱野大輝）、牙崎漣（小松昌平）、岡村直央（矢野奨吾）、橘志狼（古畑恵介）、姫野かのん（村瀬歩）、秋月涼（三瓶由布子）、兜大吾（浦尾岳大）、九十九一希（比留間俊哉）、葛之葉雨彦（笠間淳）、北村想楽（汐谷文康）、古論クリス（駒田航）、天峰秀（伊瀬結陸）、花園百々人（宮﨑雅也）、眉見鋭心（大塚剛央）
15. 1 2  伊集院北斗（神原大地）、桜庭薫（内田雄馬）、神楽麗（永野由祐）、鷹城恭二（梅原裕一郎）、蒼井享介（山谷祥生）、握野英雄（熊谷健太郎）、猫柳キリオ（山下大輝）、冬美旬（永塚拓馬）、榊夏来（渡辺紘）、黒野玄武（深町寿成）、東雲荘一郎（天﨑滉平）、岡村直央（矢野奨吾）、硲道夫（伊東健人）、山下次郎（中島ヨシキ）、九十九一希（比留間俊哉）、葛之葉雨彦（笠間淳）、古論クリス（駒田航）、天峰秀（伊瀬結陸）
16. ↑  天峰秀（伊瀬結陸）、花園百々人（宮﨑雅也）、眉見鋭心（大塚剛央）